# Steinbach am Ziehberg
Steinbach am Ziehberg – miejscowość i gmina w Austrii, w kraju związkowym Górna Austria, w powiecie Kirchdorf an der Krems. Liczy 826 mieszkańców.